# Zhūaly Aūdany
Zhūaly Aūdany är ett distrikt i Kazakstan.   Det ligger i oblystet Zjambyl, i den södra delen av landet, 900 km söder om huvudstaden Astana.